# Morlocks
En el futuro de la Tierra que se presenta en la novela de H. G. Wells La máquina del tiempo, los Morlocks son una de las dos especies en las que se ha dividido la humanidad en el futuro distante. Representan el lado más oscuro y primitivo de esta evolución.
Viven en el subsuelo, en túneles y maquinaria subterránea, y son descritos como seres pálidos, de ojos grandes adaptados a la oscuridad. Se encargan del mantenimiento de la tecnología y las máquinas que sustentan el mundo de los Eloi, la otra especie humana que vive en la superficie.
A diferencia de los Eloi, que son frágiles, infantiles y viven en la superficie en una aparente utopía, los Morlocks son más agresivos y están asociados con el trabajo industrial y la supervivencia. Aunque al principio parece que los Morlocks cuidan de los Eloi, el Viajero del Tiempo descubre que en realidad los Morlocks cazan a los Eloi para alimentarse, lo que subraya un ciclo de dominación y explotación entre ambas especies.
En la versión cinematográfica de 1960 de la novela de Wells, los Morlocks viven en viviendas subterráneas, y atacan esporádicamente a las pacíficas e ingenuas criaturas que viven en la superficie: los Eloi.

## LosMorlocksen la cultura popular

### Marvel comics
Los Morlocks son un grupo de personajes mutantes que aparecen en los cómics estadounidenses publicados por Marvel Comics. Los personajes generalmente se representan como asociados con los X-Men en el Universo Marvel. Creados por el escritor Chris Claremont y el artista Paul Smith, recibieron su nombre por la raza subterránea del mismo nombre en la novela La máquina del tiempo de H. G. Wells. Aparecieron por primera vez como grupo en Uncanny X-Men # 169 (mayo de 1983). Un monstruo apareció antes de eso, pero aún no era miembro de los Morlocks.
Los Morlocks fueron representados como una sociedad underground, tanto literal (subterránea) como figurativamente (urbana), de mutantes marginados que viven como habitantes de túneles en las alcantarillas, túneles abandonados y líneas de metro abandonadas debajo de la ciudad de Nueva York. Los Morlocks estaban compuestos de inadaptados mutantes, especialmente aquellos mutantes que, debido a mutaciones físicas u otras manifestaciones notorias de su genética mutante, no podían pasar como humanos en la sociedad normal. Sometidos al odio, el miedo y el disgusto de la sociedad humana debido a sus apariencias "deformes", mutaciones peligrosas o marginados. o estados de inadaptación, la mayoría de los Morlocks vieron a los humanos (e incluso a los mutantes más importantes, como los X-Men) con desconfianza y enojo, y ocasionalmente cometieron actos criminales o antisociales en la sociedad humana sobre el terreno.